# Bitwa pod Giedrojciami
Bitwa pod Giedrojciami – bitwa wojsk litewskich z oddziałami gen. Lucjana Żeligowskiego w dniach 17–21 listopada 1920 r. zakończona zwycięstwem Litwinów i podpisaniem porozumienia.

## Preludium
10 września 1920 r. oddziały Lucjana Żeligowskiego, które zdobyły Wilno (1 Dywizja Piechoty Litewsko-Białoruskiej, 13. Pułk Ułanów Wileńskich) zaatakowały dalej w kierunku zachodnim i północno-zachodnim. Ten atak na lewy brzeg Wilii (w kierunku zachodnim) na linii Jewie-Olkieniki został zatrzymany przez 3. Dywizję Piechoty (dowódca Ignas Musteikis).
Atak na prawy brzeg Wilii (w kierunku północno-zachodnim) był silniejszy i 1 Dywizja Piechoty (2, 4, 7 i 9 pułki piechoty; dowódca Stasys Nastopka) wycofała się z walk. Potem Polacy zajęli Niemenczyn, Święciany, Szyrwinty, Giedrojcie. Ułani, którzy 21 października wkroczyli na tyły litewskie i przyczynili się do kapitulacji dowództwa 1. Dywizji Piechoty wraz ze Stasysem Nastopką. 27 października wojska Lucjana Żeligowskiego dotarły do Zelwy i zagroziły przecięciem szosy Wiłkomierz-Uciana. W dniach 28–30 października 1 Dywizja Piechoty Armii Litewskiej (2, 7 i 9 pułk piechoty, dowódca Edward Adamkavičius) przeprowadziła kontratak i odbiła Zelwę, a 1 listopada wyzwoliła Giedrojcie. Front zatrzymał się na linii Kiernów–Muśniki–Szyrwinty–Giedrojcie–Dubinki–Nowe Święciany.

## Bitwa

### Polska ofensywa 17 listopada
Po podjęciu przez Ligę Narodów decyzji o rozwiązaniu konfliktu między Litwinami a Polakami na Wileńszczyźnie w drodze plebiscytu i po wyjeździe do strefy działań wojennych Komisji Kontroli Wojskowej Ligi Narodów, Lucjan Żeligowski, który starał się zająć te tereny aż do linii demarkacyjnej z czerwca 1920 r., zmuszony był się spieszyć, gdyż siła jego wojsk stopniowo słabła. Wczesnym rankiem 17 listopada Polacy rozpoczęli nowy atak na 30-kilometrowym odcinku frontu Szyrwinty–Giedrojcie–Dubieniki. Dwie brygady piechoty, wspierane przez artylerię, zaatakowały w kierunku na Szyrwinty i Giedrojcie, a brygada kawalerii (jedenaście szwadronów) przedarła się na tyły armii litewskiej w wąwozie Dubinki w kierunku Videniškių–Kurkliai.
Dowódca litewskiej 1 Dywizji Edward Adamkavičius zatwierdził plan przedstawiony na naradzie oficerów 7. pułku piechoty, a zaproponowany przez dowódcę 3. batalionu Teodora Balnosa, aby ominąć Szyrwinty i zaatakować Polaków od flanki i tyłu.

### Litewski rajd na Maciejuńce

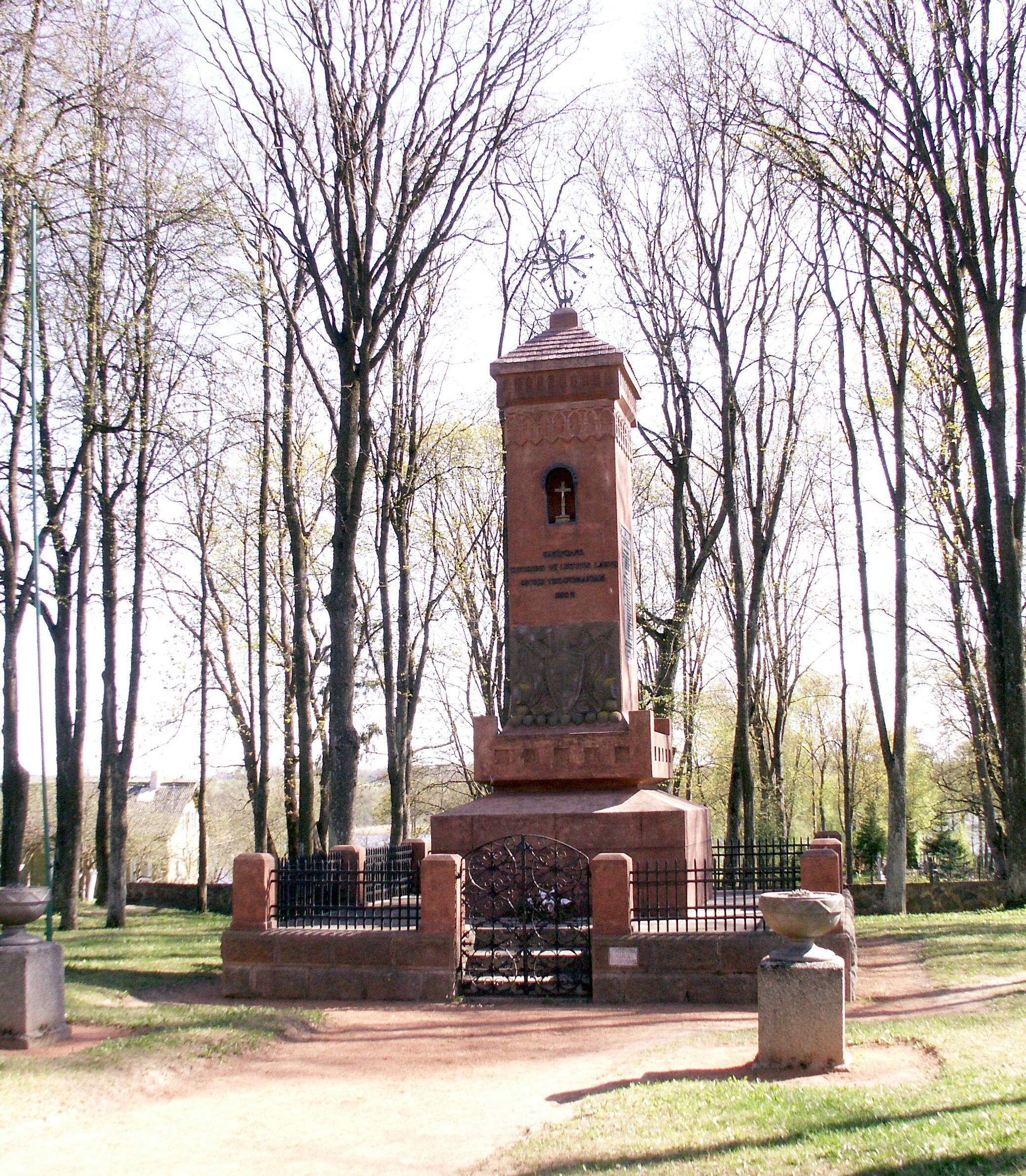
Pomnik poległych pod Giedrojciami

Wieczorem 18 listopada utworzona i dowodzona przez niego grupa licząca 170-200 żołnierzy, po 14-kilometrowym nocnym marszu przez las, zaatakowała polski batalion 81 Pułku Strzelców Grodzieńskich stacjonujący w pobliżu wsi Maciejuńce. W czasie bitwy zginął dowódca tego pułku Seweryn Rymaszewski, a część pułku wzięto do niewoli (około 200 jeńców); zdobyto także wiele łupów (dwa działa, dziewięć moździerzy, dwadzieścia karabinów maszynowych). Pozostałe dwa bataliony pułku zostały rozproszone w okolicach Szyrwint. Po przegrupowaniu Polacy wkrótce ponownie zajęli Szyrwinty.

### Litewskie kontruderzenie
Rankiem 19 listopada przybyły do Wiłkomierz dowódca armii generał Silvestras Žukauskas zorganizował kontratak całym frontem. Wzmocniono 2. pułk piechoty, który wycofywał się w okolice Liduokii, a na front dodano dodatkowo 8. pułk piechoty. Armia litewska rozpoczęła atak w nocy z 20 na 21 listopada. Szyrwinty zostały ponownie otoczony od strony lasu i po krótkiej bitwie zajęte. Podczas ataku w stronę Giedrojć doszło do ciężkich walk pod Šipieni, Bekupą i Giedrojciami, gdzie wyróżnił się III Batalion 2 Pułku Piechoty (dowódca L. Butkevičius). 21 listopada po południu Giedrojcie zostały opanowane. Ponosząc znaczne straty, armia litewska wróciła na pozycje, które zajmowała przed 17 listopada.

## Straty
Straty polskie obejmują rozbity został samochód pancerny, wzięte 2 karabiny maszynowe, około 20 000 naboi do karabinów, kilka wagonów z pociskami artyleryjskimi, 60 jeńców (w tym 11 ciężko rannych), około 30 zabitych, a także pewną ilość zaginionych i rannych.
Straty litewskie obejmują 15 zabitych, około 60 zostało rannych, a zaginionych około 70.

## Zakończenie walk
Na wniosek Komisji Kontroli Wojskowej Ligi Narodów zakończono działania wojenne. Polska brygada kawalerii, odcięta głęboko z tyłu, zaczęła pospiesznie się wycofywać i ścigana przez litewskich żołnierzy i partyzantów przekroczyła linię frontu pod Łabonarami 24 listopada. 29 listopada za pośrednictwem Komisji Kontroli Wojskowej Ligi Narodów przedstawiciele rządu litewskiego i Litwy Środkowej podpisali w Kownie protokół o zawieszeniu broni, ustanawiający strefę neutralną o szerokości 6 km pomiędzy armiami.

## Upamiętnienie

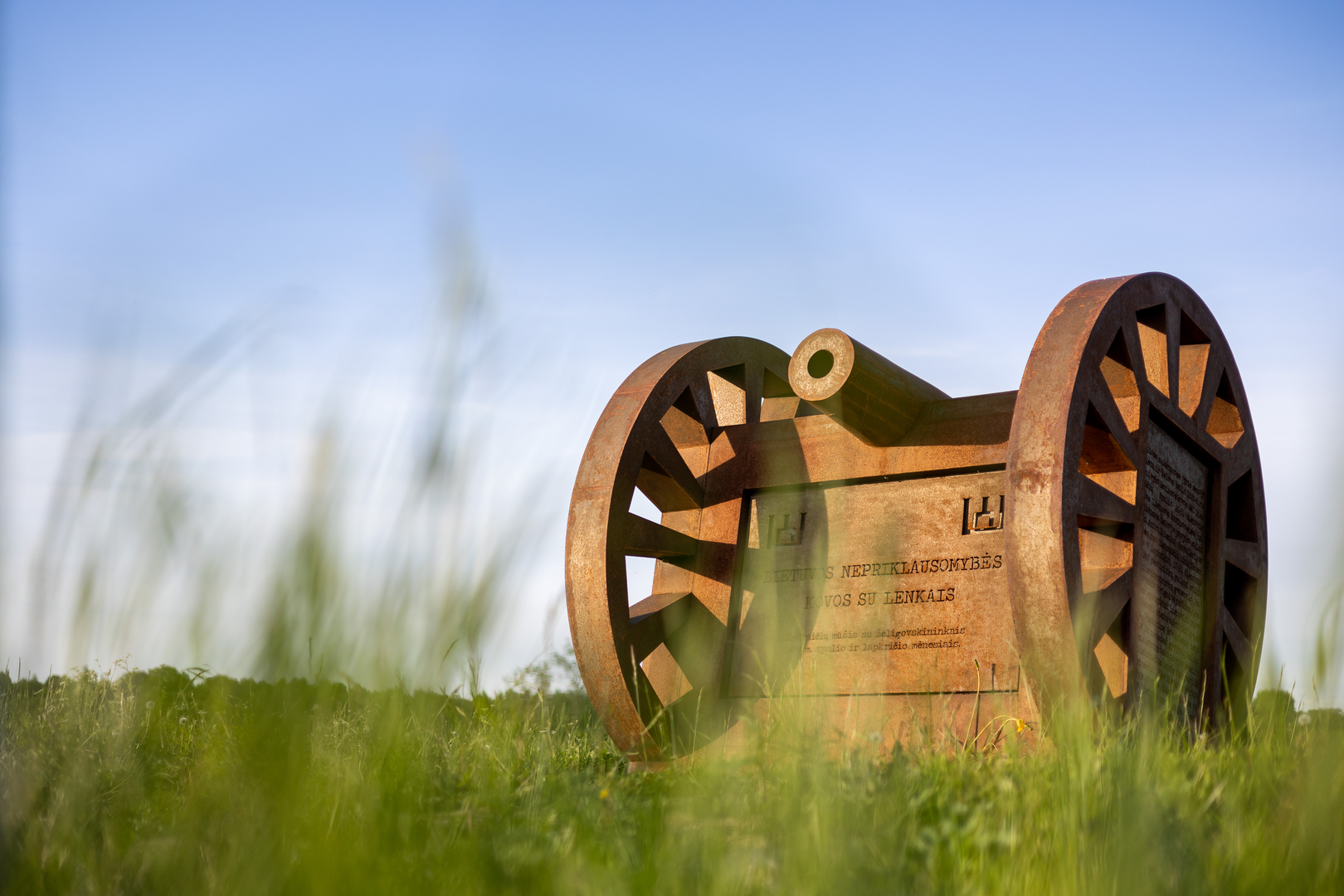
Armata Giedrojcka

Miejsce bitwy pod Giedrojciami upamiętnia symboliczna armata.